# آلمانی‌ها در ترکیه
آلمانی‌ها در ترکیه (انگلیسی: Germans in Turkey) حدود ۵۰ هزار آلمانی هستند که در ترکیه زندگی می‌کنند و بیش تر آن‌ها آلمانی‌هایی هستند که با همسران ترک ازدواج کرده‌اند یا کارکنان، بازنشستگان و گردش گران طولانی مدتی هستند که در مناطق ساحلی ترکیه املاکی را خریداری کرده‌اند و اغلب آن‌ها، بیش تر زمان‌های سال را در این کشور ساکن هستند. به علاوه، بسیاری از آلمانی‌های ترک تبار به ترکیه بازگشته و ساکن شده‌اند و این چیز غیرمعمولی نیست که در خیابان‌های استانبول ترک‌ها به زبان آلمانی صحبت کنند.